# Ludwig Merckle (Unternehmer, 1892)
Ludwig Merckle (* 28. Januar 1892 in Aussig; † 2. Januar 1982 in Freiburg im Breisgau) war ein deutscher Unternehmer.

## Biografie
Merckle wurde am 28. Januar 1892 in Aussig geboren und übernahm 1915 die von seinem Vater Adolf Merckle 1881 in Aussig (heute Ústí nad Labem in Böhmen, Tschechien) gegründete Arzneimittelgroßhandlung „Adolf Merckle Chemikalie en gros“. 1925 gründete er das pharmazeutische Unternehmen „Ludwig Merckle Chemisch-pharmazeutische Fabrik“. Diese produzierte Körperpflegemittel, Medikamente und Verbandspflaster. Dabei spielte die Auftragsfertigung eine wichtige Rolle, zum Beispiel Nivea-Creme für die Beiersdorf AG und Wundsalbe für die Desitin-Werke. Mit dem Gewinn aus der Lohnproduktion entwickelte Merckle eigene Medikamente. Nach eigenen Angaben stand Merckle mit mehr als 300 Mitarbeitern „an der Spitze der tschechoslowakischen Pharmaindustrie“.
Nach der Machtergreifung der NSDAP floh Ludwig Merckle Anfang 1945 aus Aussig, da er eine Vorladung bei der Gestapo hatte. Merckle war nie Parteimitglied und wurde mehrfach von der Gestapo verhört. Er versteckte sich bei seiner Familie in Blaubeuren, der Heimat seiner Frau Luise Spohn (1900–1984). Sein Schwiegervater Georg Spohn gewährte ihnen dort eine Unterkunft. Nach dem Krieg stellte Georg Spohn seinem Schwiegersohn 1946 einen Raum im Verwaltungsgebäude der Portland-Zement Blaubeuren Gebrüder Spohn AG zur Verfügung, um ein neues chemisch-pharmazeutisches Unternehmen, die Ludwig Merckle KG, ins Leben zu rufen. Nach schweren Aufbaujahren gelang ab 1954 der wirtschaftliche Durchbruch. 1958 konnte die erste eigene Fabrik in der „Dr.-Georg-Spohn-Straße“ (benannt nach Merckles 1948 verstorbenen Schwiegervater) in Blaubeuren bezogen werden.
Ludwig Merckle war Aufsichtsratsvorsitzender der Otto Stumpf AG (Nürnberg), der Portland-Zement Blaubeuren Gebrüder Spohn AG (Blaubeuren) und der „Gebrüder Spohn AG“ (Ravensburg). Am 2. Januar 1982 verstarb Ludwig Merckle im Alter von 89 Jahren in Freiburg im Breisgau.